# Marry You
Marry You è un singolo del cantante statunitense Bruno Mars, pubblicato il 9 settembre 2011 come quarto singolo dall'album in studio di debutto Doo-Wops & Hooligans.

## Descrizione
Mars ha scritto il brano insieme al suo team di produzione The Smeezingtons, che ha anche curato la produzione. Marry You è stato descritto come un brano doo-wop e pop con sonorita in stile anni '60. Il testo invece ruota intorno ad un'idea di matrimonio nata spontaneamente. Il brano ha ricevuto recensioni positive dalla maggior parte della critica.

## Tracce
Promo - CD-Single Elektra - (Warner)
1. Marry You – 3:50

## Successo commerciale
Benché precedentemente non era stato pubblicato come singolo, il brano era entrato alla posizione numero ottantacinque della classifica Billboard Hot 100 ed al numero ottantatré della Billboard Canadian Hot 100. Inoltre era arrivata sino all'ottava posizione della classifica australiana ed all'undicesima di quella britannica. A novembre 2010 il brano era stato utilizzato nello show televisivo Glee.

## Classifiche
| Classifica (2010-23) | Posizione massima |
| -------------------- | ----------------- |
| Australia            | 8                 |
| Austria              | 4                 |
| Belgio (Fiandre)     | 11                |
| Belgio (Vallonia)    | 19                |
| Canada               | 10                |
| Francia              | 51                |
| Germania             | 15                |
| Libano               | 15                |
| Irlanda              | 5                 |
| Israele              | 73                |
| Italia               | 33                |
| Lussemburgo          | 6                 |
| Nuova Zelanda        | 8                 |
| Paesi Bassi          | 13                |
| Repubblica Ceca      | 1                 |
| Regno Unito          | 11                |
| Slovacchia           | 1                 |
| Spagna               | 30                |
| Svizzera             | 16                |
| Stati Uniti          | 85                |
| Ungheria             | 24                |

| Classifica (2014) | Posizione massima |
| ----------------- | ----------------- |
| Spagna            | 26                |
| Danimarca         | 32                |